# Shana Cox
Shana Cox (Brooklyn, Estados Unidos, 22 de enero de 1985) es una atleta británica, especialista en la prueba de 4x400 m, con la que llegó a ser subcampeona mundial en 2013.

## Carrera deportiva
En el Mundial de Moscú 2013 ganó la medalla de plata en relevos 4x400 metros, tras las estadounidenses y por delante de las francesas.